# مكاو أحمر أخضر
المكاو الأحمر الأخضر ومعروف أيضًا باسم الببغاء أخضر الجناح هو أكبر نوع من صنف الآرا من حيث الحجم وواحد من أكبر أنواع المكاو وغالبا يكون أغلب ريش جسمه لونه أحمر ويعيش في شمال ووسط قارة أمريكا الجنوبية.